# Henry Kristian Larsen
Henry Kristian Larsen (Vig, Trundholm, Zeland, Danska, 16. svibnja 1914. – Kalundborg, Danska, 14. kolovoza 1986.) je bivši danski hokejaš na travi.
Na hokejaškom turniru na Olimpijskim igrama 1936. u Berlinu je igrao za Dansku. Danska je ispala u 1. krugu, s jednom neriješenom i jednim porazom je bila zadnja, treća u skupini "B". Odigrao je jedan susret na mjestu veznog igrača.
Te 1936. je igrao za klub Kalundborg Hockeyklub.

## Vanjske poveznice
- Profil na Sports Reference.com  Arhivirana inačica izvorne stranice od 19. svibnja 2011. (Wayback Machine)